# 盧坎果
盧坎果（英語：Lukangol）是一個位於南蘇丹瓊萊省的城鎮，於2011南蘇丹騷亂中被摧毀，而成為一座鬼城。被摧毀之前人口有20000人。